# 夏駰
夏骃（?—?），字文茵，號宛來、宛東。浙江烏程人。
貢生出身。康熙十八年己未被推举為博学鸿词科，不赴試。與趙吉士友好，曾助其平定巨寇。著有《交山平寇本末》、《泠然堂集》等。